# San José de Guaribe
San José de Guaribe è un comune del Venezuela situato nello Stato del Guárico.
Il capoluogo del comune è la città di San José de Guaribe.